# Johan Hammar
Pour les articles homonymes, voir Hammar.
Johan Hammar, né le 22 février 1994 à Malmö en Suède, est un footballeur suédois qui joue au poste de défenseur central au BK Häcken.

## Biographie

### Débuts professionnels
Né à Malmö en Suède, Johan Hammar commence le football au Bunkeflo IF avant d'être formé par le Malmö FF. Il quitte le club à 16 ans, sans avoir joué avec l'équipe première, rejoignant l'Everton FC à l'été 2010, alors qu'il est également courtisé par le SC Heerenveen. 
En juillet 2013, non conservé par Everton à expiration de son contrat, Hammar retourne en Suède pour s'engager en faveur de son club formateur, le Malmö FF. Le transfert est annoncé le 18 juin 2013. Il découvre alors l'Allsvenskan, l'élite du football suédois, jouant son premier match pour Malmö lors de la saison 2013, le 25 septembre 2013 contre l'Helsingborgs IF. Il entre en jeu à la place de Pontus Jansson et son équipe s'impose par trois buts à zéro. Le 9 décembre 2013, Hammar prolonge son contrat de trois ans avec Malmö.

### Örgryte IS
Le 28 janvier 2016, Johan Hammar s'engage en faveur du Örgryte IS. Il fait alors ses premiers pas dans la Superettan, la deuxième division suédoise. Il joue son premier match dans cette compétition le 3 avril 2016, à l'occasion de la première journée de la saison 2016, contre le Ljungskile SK. Il est titularisé et les deux équipes se neutralisent (1-1 score final).
Hammar s'impose rapidement comme un titulaire dans le onze de départ de l'Örgryte IS, il devient également capitaine, étant nommé en février 2017 juste avant le début de la nouvelle saison,.

### BK Häcken
En janvier 2018, Johan Hammar rejoint librement le BK Häcken. Le transfert est annoncé dès le 14 novembre 2017.
Le 20 novembre 2020, Hammar prolonge son contrat avec le BK Häcken de quatre ans, soit jusqu'en décembre 2024.
Il participe au sacre du BK Häcken, le club remportant le championnat de Suède pour la première fois de son histoire lors de la saison 2022.
Hammar prolonge de nouveau son contrat avec le BK Häcken le 25 septembre 2023. Il est alors lié au club jusqu'en décembre 2026.

### En sélection
Johan Hammar représente l'équipe de Suède des moins de 19 ans entre 2012 et 2013. Il marque notamment un but le 10 octobre 2012 contre le Pays de Galles. Son équipe s'impose par trois buts à un ce jour-là.

## Palmarès
Malmö FF
- Championnat de Suède :
  - Champion : 2013 et 2014.

 BK Häcken
- Championnat de Suède :
  - Champion : 2022.